# Hybotidae
Hybotidae (ookwel: bocheldansvliegen) zijn een familie uit de orde van de tweevleugeligen (Diptera), onderorde vliegen (Brachycera). Wereldwijd omvat deze familie zo'n 75 genera en 2005 soorten.

## Geslachten
De per januari 2020 geregistreerde soorten van de familie behoren tot 20 verschillende geslachten.

Sommige geslachten bestaan slechts uit 1 soort.

De geslachten staan hieronder vermeld met het aantal soorten tussen haakjes.

(Deze lijst is mogelijk niet compleet voor deze familie)
- Ariasella  (3)
- Bicellaria  (27)
- Crossopalpus  (15)
- Chersodromia  (33)
- Chvalaea  (2)
- Dusmetina  (1)
- Dysaletria  (4)
- Lamachella  (1)
- Leptodromiella  (1)
- Ocydromia  (2)
- Oedalea  (18)
- Oropezella  (1)
- Pieltainia  (1)
- Platypalpus Macquart, 1827 (346)
- Symballophthalmus  (5)
- Syndyas  (8)
- Tachydromia  (54)
- Tachypeza  (28)
- Trichina  (12)
- Trichinomyia  (2)

## In Nederland waargenomen soorten
- Genus: Bicellaria
  - Bicellaria intermedia
  - Bicellaria melaena
  - Bicellaria nigra
  - Bicellaria pilosa
  - Bicellaria simplicipes
  - Bicellaria spuria
  - Bicellaria sulcata
  - Bicellaria vana
- Genus: Chersodromia
  - Chersodromia arenaria
  - Chersodromia beckeri
  - Chersodromia cursitans
  - Chersodromia hirta
  - Chersodromia incana
- Genus: Crossopalpus
  - Crossopalpus curvipes
  - Crossopalpus flexuosus
  - Crossopalpus humilis
  - Crossopalpus minimus
  - Crossopalpus nigritellus
  - Crossopalpus setiger
- Genus: Drapetis
  - Drapetis assimilis
  - Drapetis convergens
  - Drapetis exilis
  - Drapetis flavipes
  - Drapetis incompleta
  - Drapetis infitialis
  - Drapetis parilis
- Genus: Elaphropeza
  - Elaphropeza ephippiata
- Genus: Euthyneura
  - Euthyneura gyllenhali
  - Euthyneura halidayi
  - Euthyneura inermis
  - Euthyneura myrtilli
- Genus: Hybos
  - Hybos culiciformis - (Gewone grashalmdansvlieg)
  - Hybos femoratus - (Moerasgrashalmdansvlieg)
  - Hybos grossipes - (Oostelijke grashalmdansvlieg)
- Genus: Leptopeza
  - Leptopeza borealis
  - Leptopeza flavipes
- Genus: Ocydromia
  - Ocydromia glabricula
  - Ocydromia melanopleura
- Genus: Oedalea
  - Oedalea apicalis
  - Oedalea flavipes
  - Oedalea holmgreni
  - Oedalea hybotina
  - Oedalea stigmatella
  - Oedalea tibialis
  - Oedalea zetterstedti
- Genus: Oropezella
  - Oropezella sphenoptera
- Genus: Platypalpus
  - Platypalpus agilis
  - Platypalpus albicornis
  - Platypalpus albiseta
  - Platypalpus albocapillatus
  - Platypalpus analis
  - Platypalpus annulatus
  - Platypalpus annulipes
  - Platypalpus aristatus
  - Platypalpus articulatoides
  - Platypalpus articulatus
  - Platypalpus australominutus
  - Platypalpus calceatus
  - Platypalpus candicans
  - Platypalpus caroli
  - Platypalpus ciliaris
  - Platypalpus clarandrus
  - Platypalpus clypeatus
  - Platypalpus collini
  - Platypalpus cothurnatus
  - Platypalpus cursitans
  - Platypalpus dessarti
  - Platypalpus excisus
  - Platypalpus exilis
  - Platypalpus fasciatus
  - Platypalpus flavicornis
  - Platypalpus flavipes
  - Platypalpus fuscicornis
  - Platypalpus infectus
  - Platypalpus interstinctus
  - Platypalpus kirtlingensis
  - Platypalpus laticinctus
  - Platypalpus leucocephalus
  - Platypalpus longicornis
  - Platypalpus longiseta
  - Platypalpus luteipes
  - Platypalpus luteoloides
  - Platypalpus luteolus
  - Platypalpus luteus
  - Platypalpus maculipes
  - Platypalpus major
  - Platypalpus melancholicus
  - Platypalpus mikii
  - Platypalpus minutus
  - Platypalpus nanus
  - Platypalpus niger
  - Platypalpus nigrinus
  - Platypalpus nigritarsis
  - Platypalpus notatus
  - Platypalpus pallidicornis
  - Platypalpus pallidiseta
  - Platypalpus pallidiventris
  - Platypalpus pallipes
  - Platypalpus pectoralis
  - Platypalpus politus
  - Platypalpus praecinctus
  - Platypalpus pseudofulvipes
  - Platypalpus pseudorapidus
  - Platypalpus pygialis
  - Platypalpus rapidus
  - Platypalpus ruficornis
  - Platypalpus stabilis
  - Platypalpus strigifrons
  - Platypalpus unguiculatus
  - Platypalpus verralli
  - Platypalpus vividus
- Genus: Stilpon
  - Stilpon graminum
  - Stilpon lunatus
  - Stilpon nubilus
  - Stilpon subnubilus
- Genus: Symballophthalmus
  - Symballophthalmus dissimilis
  - Symballophthalmus fuscitarsis
  - Symballophthalmus pictipes
- Genus: Syndyas
  - Syndyas nigripes
- Genus: Syneches
  - Syneches muscarius
- Genus: Tachydromia
  - Tachydromia aemula
  - Tachydromia annulimana
  - Tachydromia arrogans
  - Tachydromia connexa
  - Tachydromia costalis
  - Tachydromia halterata
  - Tachydromia morio
  - Tachydromia sabulosa
  - Tachydromia smithi
  - Tachydromia terricola
  - Tachydromia umbrarum
  - Tachydromia woodi
- Genus: Tachypeza
  - Tachypeza fuscipennis
  - Tachypeza nubila
- Genus: Trichina
  - Trichina bilobata
  - Trichina clavipes
  - Trichina elongata
  - Trichina opaca
  - Trichina pallipes
- Genus: Trichinomyia
  - Trichinomyia flavipes